# Thom Haye
Thom Haye (Amsterdam, 9 februari 1995) is een voetballer met zowel de Nederlandse als Indonesische nationaliteit die doorgaans als middenvelder speelt. Hij komt uit voor Almere City FC en het Indonesisch voetbalelftal.

## Clubcarrière

### AZ
Haye komt uit de jeugdopleiding van AZ. Hiervoor tekende hij in februari 2011 zijn eerste profcontract. Hij debuteerde op 23 februari 2014 in de Eredivisie, tijdens een met 4–0 verloren uitwedstrijd tegen Ajax. Hij mocht na 70 minuten invallen voor Celso Ortíz. Haye speelde in de seizoenen 2014/15 en 2015/16 elk jaar meer dan twintig competitiewedstrijden voor AZ en eindigde achtereenvolgens als derde en vierde in de Eredivisie met de club. Haye kwam tot 73 wedstrijden en twee goals voor AZ.

### Willem II
Haye tekende in juni 2016 een contract tot medio 2018 bij Willem II, dat hem transfervrij overnam van AZ. In zijn verbintenis werd een optie voor nog een seizoen opgenomen. Haye speelde in twee seizoenen vrijwel elke wedstrijd voor Willem II, doorgaans als basisspeler. De Tilburgse club en hij behielden zich daarbij twee keer in de Eredivisie. Hij kwam tot 71 wedstrijden en vijf goals. Willem II verlengde zijn contract daarna niet. Hij stapte vervolgens transfervrij over naar US Lecce, dat in het voorgaande seizoen promoveerde naar de Serie B.

### Lecce
Op 31 mei 2018 tekent Haye een tweejarig contract, met een optie op nog twee jaar, bij het Italiaanse US Lecce. Haye debuteert in de Coppa Italia-wedstrijd tegen Feralpisalò, die na verlenging met 1-0 wordt gewonnen. Op 25 september maakt hij zijn Serie B debuut in de 0-3 gewonnen wedstrijd uit bij Livorno. Lecce promoveert het seizoen naar de Serie A en Haye kwam in 13 wedstrijden binnen de lijnen. Op 2 september 2019 laat Haye zijn contract ontbinden, waarop er belangstelling was van FC Nordsjælland. Die transfer ging uiteindelijk niet door.

### ADO Den Haag
Op 12 september 2019 tekende hij een contract voor twee jaar bij ADO Den Haag. Hij maakte zijn debuut op 27 september tegen FC Emmen (0-3). Hij kwam in de 79e minuut in de ploeg voor John Goossens. Na 9 wedstrijden gespeeld te hebben werd hij verhuurd aan NAC Breda, dat uitkwam in de Eerste divisie.

### NAC Breda
Op 29 januari 2020 huurde NAC Breda Haye van ADO Den Haag, met een optie tot koop die de volgende zomer gelicht werd. Het seizoen speelde hij alle wedstrijden en zag hij hoe in de slotwedstrijd van de play-offs om promotie naar de Eredivisie zijn ploeg met 2-1 verloor van N.E.C. Hij speelde 69 duels voor NAC en scoorde daarin acht keer, allen in zijn laatste halfjaar in Breda.

### SC Heerenveen
Op 31 januari 2022 werd hij voor naar verluidt 750.000 euro overgenomen door SC Heerenveen, dat in hem de opvolger van de naar PSV vertrokken Joey Veerman zag. In zijn debuut tegen Fortuna Sittard speelde Haye meteen de hele wedstrijd. Hij kwam in 77 wedstrijden tot zes doelpunten. In de winter van het seizoen 2023/24 wilde Haye al vertrekken, maar een transfer naar Como 1907 ketste af. Zijn contract liep in de zomer van 2024 af en Haye vertrok bij Heerenveen, zonder een nieuwe club.

### Almere City
Hoewel er serieuze interesse was van uit NAC Breda voor een terugkeer van Haye naar Breda, tekende hij bij Almere City FC. Hij maakte zijn debuut voor Almere op 15 september tegen Heracles Almelo (0-0). Hij kwam in de 64e minuut in de ploeg voor Anas Tahiri, die ook zijn debuut maakte na overgekomen te zijn van Heerenveen. Haye was bij Almere niet altijd basisspeler, waarover hij ontevreden was. Hij leek in de winter van 2024/25 te vertrekken, maar na het ontslag van trainer Hedwiges Maduro bleef Haye toch in Almere.

## Interlandcarrière
Haye speelde voor verschillende Nederlandse jeugdteams interlands. Voor een seniorencarrière kon hij kiezen tussen Nederland en Indonesië, omdat zijn opa en oma daar geboren zijn. Hij koos voor Indonesië en maakte op 26 maart 2024 zijn debuut voor de ploeg tegen Vietnam. Hij maakte zijn eerste doelpunt op 11 juni, tegen de Filipijnen, op aangeven van Nathan Tjoe-A-On.
| Interlands van Thom Haye voor Indonesië | Interlands van Thom Haye voor Indonesië | Interlands van Thom Haye voor Indonesië | Interlands van Thom Haye voor Indonesië | Interlands van Thom Haye voor Indonesië | Interlands van Thom Haye voor Indonesië |
| №                                       | Datum                                   | Wedstrijd                               | Uitslag                                 | Competitie                              | Goals                                   |
| --------------------------------------- | --------------------------------------- | --------------------------------------- | --------------------------------------- | --------------------------------------- | --------------------------------------- |
| 1                                       | 26 maart 2024                           | Vietnam – Indonesië                     | 0 – 3                                   | WK 2026 (kwalificatie)                  | 0                                       |
| 2                                       | 6 juni 2024                             | Indonesië – Irak                        | 0 – 2                                   | WK 2026 (kwalificatie)                  | 0                                       |
| 3                                       | 11 juni 2024                            | Indonesië – Filipijnen                  | 2 – 0                                   | WK 2026 (kwalificatie)                  | 1                                       |
| 4                                       | 5 september 2024                        | Saoedi-Arabië – Indonesië               | 1 – 1                                   | WK 2026 (kwalificatie)                  | 0                                       |
| 5                                       | 10 september 2024                       | Indonesië – Australië                   | 0 – 0                                   | WK 2026 (kwalificatie)                  | 0                                       |
| 6                                       | 10 oktober 2024                         | Bahrein – Indonesië                     | 2 – 2                                   | WK 2026 (kwalificatie)                  | 0                                       |
| 7                                       | 15 oktober 2024                         | China – Indonesië                       | 2 – 1                                   | WK 2026 (kwalificatie)                  | 1                                       |
| 8                                       | 15 november 2024                        | Indonesië – Japan                       | 0 – 4                                   | WK 2026 (kwalificatie)                  | 0                                       |
| 9                                       | 19 november 2024                        | Indonesië – Saoedi-Arabië               | 2 – 0                                   | WK 2026 (kwalificatie)                  | 0                                       |

Bijgewerkt tot 24 februari 2025.

## Clubstatistieken
| Seizoen                       | Club            | Competitie      | Competitie | Competitie | Beker | Beker | Internationaal | Internationaal | Overig | Overig | Totaal | Totaal |
| Seizoen                       | Club            | Competitie      | Wed.       | Dlp.       | Wed.  | Dlp.  | Wed.           | Dlp.           | Wed.   | Dlp.   | Wed.   | Dlp.   |
| ----------------------------- | --------------- | --------------- | ---------- | ---------- | ----- | ----- | -------------- | -------------- | ------ | ------ | ------ | ------ |
| 2012/13                       | AZ              | Eredivisie      | 0          | 0          | 0     | 0     | 0              | 0              | 0      | 0      | 0      | 0      |
| 2013/14                       | AZ              | Eredivisie      | 3          | 0          | 0     | 0     | 1              | 0              | 0      | 0      | 4      | 0      |
| 2014/15                       | AZ              | Eredivisie      | 28         | 0          | 4     | 1     | 0              | 0              | 0      | 0      | 32     | 1      |
| 2015/16                       | AZ              | Eredivisie      | 25         | 1          | 3     | 0     | 9              | 0              | 0      | 0      | 37     | 1      |
| 2016/17                       | Willem II       | Eredivisie      | 32         | 3          | 1     | 0     | 0              | 0              | 0      | 0      | 33     | 3      |
| 2017/18                       | Willem II       | Eredivisie      | 33         | 2          | 5     | 0     | 0              | 0              | 0      | 0      | 38     | 2      |
| 2018/19                       | Lecce           | Serie B         | 13         | 0          | 2     | 0     | 0              | 0              | 0      | 0      | 15     | 0      |
| 2019/20                       | ADO Den Haag    | Eredivisie      | 9          | 0          | 0     | 0     | 0              | 0              | 0      | 0      | 9      | 0      |
| 2019/20                       | NAC Breda       | Eerste Divisie  | 6          | 0          | 2     | 0     | 0              | 0              | 0      | 0      | 8      | 0      |
| 2020/21                       | NAC Breda       | Eerste Divisie  | 34         | 0          | 0     | 0     | 0              | 0              | 3      | 0      | 37     | 0      |
| 2021/22                       | NAC Breda       | Eerste Divisie  | 21         | 5          | 3     | 3     | 0              | 0              | 0      | 0      | 24     | 8      |
| 2021/22                       | SC Heerenveen   | Eredivisie      | 14         | 0          | 0     | 0     | 0              | 0              | 2      | 0      | 16     | 0      |
| 2022/23                       | SC Heerenveen   | Eredivisie      | 31         | 2          | 3     | 0     | 0              | 0              | 1      | 1      | 35     | 3      |
| 2023/24                       | SC Heerenveen   | Eredivisie      | 32         | 4          | 2     | 0     | 0              | 0              | 0      | 0      | 34     | 4      |
| 2024/25                       | Almere City FC  | Eredivisie      | 4          | 0          | 0     | 0     | 0              | 0              | 0      | 0      | 4      | 0      |
| Carrière totaal               | Carrière totaal | Carrière totaal | 285        | 17         | 25    | 4     | 10             | 0              | 6      | 1      | 326    | 22     |
| Bijgewerkt op 10 oktober 2024 |                 |                 |            |            |       |       |                |                |        |        |        |        |

## Erelijst
| Europees kampioen –17 | 1× | 2012 |